# Montebourg
Montebourg település Franciaországban, Manche megyében. Lakosainak száma 1951 fő (2022. január 1.). Montebourg Saint-Germain-de-Tournebut, Éroudeville, Saint-Cyr, Saint-Floxel és Vaudreville községekkel határos.

## Népesség
A település népességének változása:
| Lakosok száma | 2026 | 1956 | 2052 | 2013 | 2085 | 2082 | 2096 | 2106 | 2051 | 1951 |
|               | 1968 | 1982 | 1990 | 2006 | 2013 | 2015 | 2017 | 2019 | 2020 | 2022 |